# 光州松汀駅駅
光州松汀駅駅（クァンジュソンジョンえきえき）は、大韓民国光州広域市光山区松汀洞にある、光州都市鉄道1号線の駅である。駅番号は(117)。

## 駅構造

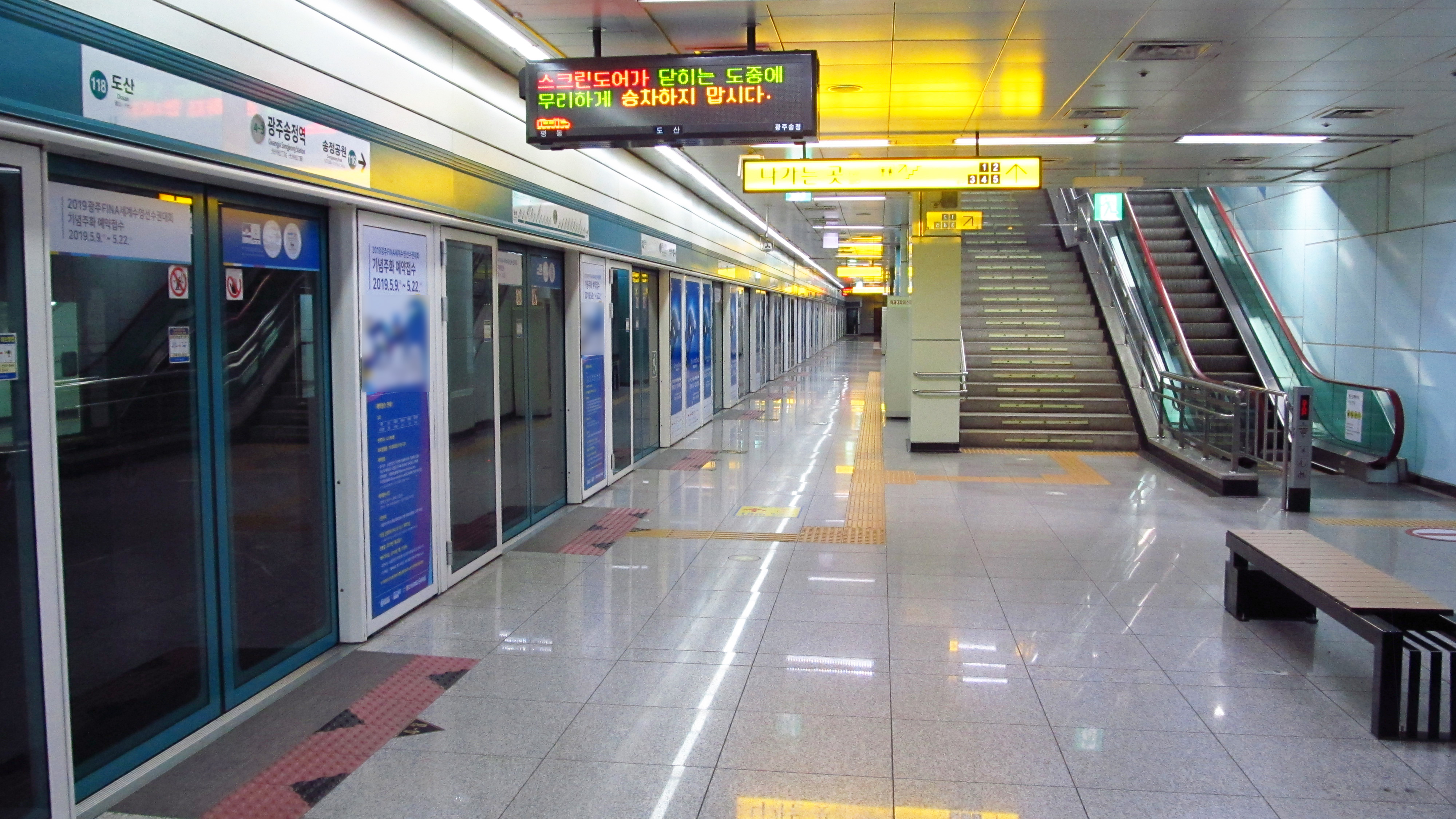
ホーム

- 相対式ホーム2面2線の地下駅。

## 駅周辺
- 光州松汀駅
- 1913 松汀駅市場
- 光山区庁
- 光山区保健所
- 松汀2洞住民センター
- 松汀中学校
- 光州銀行松汀支店
- 光州マドリードホテル

## 歴史
- 2008年4月11日 - 松汀里駅として開業。
- 2013年7月25日 - 「光州松汀駅」駅に改称。[1]

## 隣の駅
光州交通公社
●1号線
松汀公園駅 (116) - 光州松汀駅駅 (117) - 道山駅 (118)